# Bathelia candida
Espèce
Statut CITES
Bathelia candida est une espèce de coraux appartenant à la famille des Oculinidae.